# 奧德爾 (內布拉斯加州)
奧德爾（英語：Odell）是位於美國內布拉斯加州蓋奇縣的村。

## 人口
根據2020年美國人口普查的數據，奧德爾的面積為0.68平方千米，皆為陸地。當地共有人口260人，而人口密度為每平方千米382人。